# ساری‌اوزک (استان آلماتی)

تصویر پانوراما از ساری‌اوزک

ساری‌اوزک (قزاقی: Сарыөзек، سارىوزەك) یک منطقه مسکونی در قزاقستان است که در استان جتی‌سو واقع شده است.